# Джъстин Гатлин
Джъстин Гатлин (на английски: Justin Gatlin) е спринтьор от САЩ.
Той е олимпийски златен медалист на бягане 100 метра. Неговото най-добро лично време на 100 м е 9,79 сек. и е двукратен световен шампион на 60-метрова отсечка в зала. През 2006 г. е отстранен за 4-годишен период от леката атлетика заради положителни резултати за използване на забранени субстанции. Тази забрана заличава неговия 10-годишен световен рекорд от 9,77 сек за 100 метра. Гатлин започва да се състезава отново през август 2010 г. През юни 2012 г. в САЩ на предварителните състезания за Олимпиадата Гатлин постига 9,80 сек., което е най-бързото време за мъж над 30-годишна възраст, някога. На Олимпиада 2012 в Лондон спринтьорът бяга 9,79 сек на 100-метровия финал, което му донася бронзов медал. Неговото представяне на финала на 100 метра, на Олимпиада 2012, допринася за най-бързото състезание някога, в 100-метровото бягане, в което трима мъже слизат под границата от 9,80 сек.

## Биография и кариера
Джъстин Гатлин е роден на 10 февруари 1982 г. в Ню Йорк. Посещава гимназия Уудхам, Пенсакола, Флорида. През есента на 2000 г., Гатлин пристига в Университет на Тенеси, Ноксвил, като добър гимназиален спринтьор на 110 метра с препятствия. През гимназиалните години Джъстин е избран да се състезава от треньорите Винс Андерсън и Бил Уеб, които бързо забелязват неговият потенциал и го превръщат в спринтьор. След като 2 години тренира и се състезава за университета си, под ръководството на бившия асистент Винс Андерсън, Гатлин печели шест последователни титли от Националната университетска асоциация за атлетика (National Collegiate Athletic Association – NCAA). През есента на 2002 г., след втората си година в университета, Гатлин напуска Тенеси, за да се присъедини към професионалните класации. Само две години по-късно, той печели златен медал на 100 метра (9,85 сек.) на Летните Олимпийски игри през 2004 г., като с малко побеждава Франсис Обикуелу (Португалия) и защитаващия титлата – Морис Грийн. Гатлин печели бронзов медал на всеобхватно състезание на 200 метра в САЩ, а също и сребърен, като член на отбора по щафетно бягане на 4 х 100 метра. През 2005 г. на Световния шампионат по атлетика в Хелзинки, той отново триумфира над победителя от 2003 г. Ким Колинс, взимайки златния медал на 100 метра. Гатлин дава заслуги за високите постижения в кариерата си, на университета Харвард, защото той е спортист с много таланти. През 2001 г. Гатлин е отстранен от международно състезание за 2 години, след като показва положителни резултати за прием на амфетамини. Спринтьорът обжалва на основание, че положителните резултати са поради лечение, което провежда още от детските си години, когато е диагностициран с Хиперкинетично разстройство с нарушение на вниманието. Обжалването резултира върху ранното му завръщане в спорта, решено от Международната асоциация на Федерацията по атлетика, МАФА (International Association of Athletics Federation, IAAF).
На 7 август 2005 г. Гатлин отбелязва време от 9.88 сек на 100 метра, като печели Световното първенство в Хелзинки. Стартира като фаворит, тъй като световният рекордьор Асафа Пауъл не се състезава, поради травма. Джъстин побеждава съперниците си с най-голямата разлика във времената, постигана някога на Световно първенство на 100 метра при мъжете.
Гатлин също побеждава на 200 метра в Хелзинки, ставайки вторият лекоатлет в историята, който печели две спринт-дисциплини, в едно Световно първенство (първият е Морис Грийн, през 1999 г. в Севиля; третият е Тайсън Гей – 2007 г. в Осака; четвъртият е Юсейн Болт – 2009 г. в Берлин). В бягането на 200 метра американски спринтьори заемат първите четири места – първият път в историята на леката атлетика, в който една страна има такова постижение по време на Световно първенство.
На 12 май 2006 г. Гатлин се състезава на финала на състезание на МАФА Супер Тур (IAAF Super Tour meeting) в Доха, Катар, като изравнява световния рекорд от 9,77 сек., при мъжете, поставен от ямаеца Асафа Пауъл през 2005 г. По-късно обаче, това постижение на Джъстин е анулирано. Отчетено е, че побеждава с време от 9,76 сек, но при попътен вятър със скорост от 1.7 м/сек. На 16 май МАФА обявява, че времето му е било 9,766 сек., което впоследствие е закръглено на 9,77 сек, както е по регламент. Малко по-късно общността на лекоатлетите претендира за открито съревнование между спринтьорите Гатлин и Пауъл, което се състои в Орегон. Организаторите не могат да достигнат до консенсус и двамата се състезават в отделни спринтове. Гатлин побеждава Пауъл, като времената им са съответно 9,88 и 9,93 сек. Гатлин се отказва от състезание с Пауъл, насрочено за 28 юли 2006 г. по време на Лондон Гранд При. Джъстин Гатлин понастоящем живее и тренира в Кисими, Флорида, под ръководството на Брукс Джонсън. Той е редовен състезател в шоуто Pros vs Joes на Spike TV, което противопоставя професионални лекоатлети срещу непрофесионалисти.
На 19 декември 2006 г. ESPN съобщава, че Гатлин ще работи като треньор на доброволни начала, с отбора по лека атлетика на гимназия Уудхам. Той ще помага на своето училище с „тренировки в спринтирането, където вижда проблеми и може да помогне и да окуражи спортистите“.

### Допинг случай
На 29 юли 2006 г. Гатлин съобщава на медиите, че е информиран от Американската анти-допинг агенция (United States Anti-Doping Agency, USADA), че е показал положителни резултати на допинг тест, направен през април, същата година. Той обявява, че е невинен по тези обвинения: „Не мога да обясня тези резултати, тъй като никога не съм използвал забранени вещества умишлено, нито съм одобрявал предписването на такива вещества“. Вярва се, че субстанцията, заради която спринтьорът е показал положителни резултати на тестовете, е „тестостерон или негов предшественик“. Несполучливият тест е разкрит след щафетно бягане на 22 април 2006 г. в Лорънс, Канзас. Втората проба е потвърдена като положителна през юли същата година.
Треньор на Гатлин е Тревор Греъм. Сред атлетите, които Греъм тренира, 8 са с положителни резултати при допинг тестове и биват отстранени, поради употреба на забранени вещества. След проваления тест на спринтьора Греъм заявява в интервю, че Гатлин е саботиран. По-специално обвинява масажиста Кристофър Уетстин, че втрива крем, съдържащ тестостерон, в задните части на Гатлин без негово знание. Масажистът отрича тези твърдения, казвайки: „Тревор Греъм не говори от името на Джъстин Гатлин и твърденията за мен не са истина“.
На 22 август 2006 г. Гатлин се съгласява на 8-годишно отстраняване от леката атлетика. Заради „необикновените обстоятелства“ при първият, положителен тест и това, че сътрудничи на властите, избягва доживотна забрана да се състезава. Все пак на 31 декември 2007 г., в крайното постановление, Гатлин получава 4-годишна забрана от леката атлетика. Още повече, неговият 9.77 сек. рекорд, поставен през май 2006 г., е анулиран.

### Кариера в Националната футболна лига?
Съобщено е, че Гатлин планира да прекара 4-годишната си забрана от леката атлетика, на игрището за американски футбол. На 29 ноември 2006 г., ESPN съобщава, че Гатлин тренира с Хюстън Тексънс, въпреки че има малък опит и „не е играл американски футбол от 10-и клас“.
На 4 май 2007 г. отборът на Пиратите от Тампа Бей съобщават, че Гатлин е един от 28те новобранци, взети на изпитателен тренировъчен лагер с отбора през 2007 г. Той е считан за най-интригуващия атлет, присъстващ на този лагер. Той се пробва за позицията на крило (wide receiver). Опитът му е неуспешен, въпреки че твърди, че притежава всички необходими качества и единствената причина, поради която не са го избрали в отбора е, че треньорите гледат на него като на „лекоатлет“ .
На 13 март 2008 г. Гатлин се явява на изпитателния ден на отбора на Титаните. Неговите резултати са, както следва: 4,45 и 4,42 от 40-ярдовата линия. Има 40 ½ инча вертикален отскок, 3,35 метра дълъг скок от място, 4,4 къса совалка, 7,36 тренировка с конуси и 12 повторения на лежанка. Бившият олимпийски спринтьор не подписва договор с никой отбор от Националната футболна лига на САЩ.

### Завръщане
На 3 август 2010 г. Гатлин прави своето завръщане в леката атлетика в Естония и Финландия, след като изтърпява 4-годишна забрана да се състезава, заради допинг. Печели спринта на 100 метра в Раквере, с време от 10,24 сек. По време на Ерго Световно състезание (Ergo World Challenge), проведено в Талин, подобрява времето си на 10,17 сек. Треньорът му Лорен Сийгрейв забелязва, че стартът на спринтьора е слаб, но цялостното му финиширане е все още силно. Гатлин се състезава на финала на Елитните игри на Финландия, проведени в Йоенсуу и печели, като се има предвид, че Стив Мълингс отсъства, заради травма. В Роверето, Италия на 31 август 2010 г. Гатлин постига време от 10,09 сек., което го нарежда на второ място след Йохан Блейк, победил с 10,06 сек.
На 25 юни 2011 г. на първенството по лека атлетика в САЩ Гатлин се нарежда втори, след Уолтър Дикс, с време от 9,95 сек. Това е най-доброто му време за сезона, с което след това представя САЩ на Световното първенство в Тегу (Южна Корея), където е елиминиран на полуфинала.
В японското телевизионно предаване „Kasupe!“, излъчено на 1 ноември 2011 г., Гатлин бяга на специална пътека, на която има изградена машина, произвеждаща попътен вятър със скорост над 25 м/сек. - 100 метра за 9,45 сек. За тази своя поява в шоуто получава 2 млн. японски йени, които приблизително се равняват на $25 000.
На Диамантената лига в Доха през 2012 г., Гатлин прави впечатляващо бягане с резултат от 9.87 сек., побеждавайки Асафа Пауъл с една стотна от секундата. Това го прави фаворит за медал на Олимпийските игри в Лондон през 2012 г. Тази победа с отбора на Катар бележи неговото завръщане на мястото, където през 2006 г. счупва световния рекорд, който по-късно е анулиран заради положителното тестване за тестостерон.
На 24 юни 2012 г. Гатлин печели финала на 100 метра на квалификациите за Олимпиадата, проведени в Юджийн, Орегон, САЩ. Там поставя своето лично време от 9,80 сек., най-бързото време за мъж над 30-годишна възраст, постигнато в историята.
На 5 август 2012 г. на лондонските Летни Олимпийски игри, той печели бронзов медал на финала на 100 метра. с нов личен рекорд от 9,79 сек., нареждайки се след Юсейн Болт, който поставя нов Олимпийски рекорд от 9,63 и Йохан Блейк, който изравнява своето лично най-добро време от 9,75сек.